# Museu Histórico e Pedagógico Alfredo e Afonso de Taunay
O Museu Histórico e Pedagógico Alfredo e Afonso de Taunay é um museu histórico brasileiro localizado em Casa Branca, no interior de São Paulo. Foi fundado em 1958.
O museu homenageia em seu nome Alfredo d'Escragnolle Taunay e seu filho Afonso d'Escragnolle Taunay pelas suas contribuições ao estudo da história de São Paulo na construção do Brasil. Foi fundado por força do decreto estadual 32.203 de 10 de maio de 1958 e foi instalado em agosto de 1958 numa sala do Grupo Escolar Dr. Rubião Junior, mas desde 2011 está localizado na Casa de Cultura de Casa Branca, na Praça Rui Barbosa, 56. Com a emissão do decreto 33.980 de 19 de novembro de 1958, passou a integrar o conjunto dos Museus Históricos e Pedagógicos do Período Monárquico.
A criação do museu está associada à estratégia de difusão de museus históricos pedagógicos no Estado de São Paulo, buscando reforçar a memória republicana no Brasil.